# Menxevic
Els menxevics (en rus: меньшевики, menxeviki, "minoritaris") eren la facció moderada del Partit Socialdemòcrata Obrer Rus (PSDOR), que va emergir del seu segon congrés a l'estiu de 1903després de la disputa entre Vladímir Lenin i Iuli Màrtov. Corrent diferenciat dins del marxisme rus, el 1912 es va convertir en un partit separat. Va tenir un destacat paper en el període interrevolucionari de 1917, tant pel seu control del Soviet de Petrograd i del Comitè Executiu Central Panrús (VTsIK) com per la seva participació en el Govern provisional enderrocat durant la Revolució d'Octubre.
Mai no va arribar a formar un moviment cohesionat en ideologia o organització. Els seus dirigents sovint dissentien entre si, es trobaven en ocasions més a prop dels bolxevics, principals rivals pel suport de la classe obrera, que d'altres menxevics i van variar la seva postura sobre assumptes fonamentals en diverses ocasions. Pàvel Akselrod i Iuli Màrtov es convertiren en els principals ideòlegs del corrent menxevic.
Molt actius en l'organització dels soviets, especialmente del Soviet de Petrograd, durant la Revolució de 1905, després del fracàs d'aquesta abandonaren la idea de la lluita armada, se centraren en tractar de formar un partit legal i advocaren per una liquidació progressiva del tsarisme mitjançant una revolució burgesa, en la qual el tercer estat compartís el poder. La seva separació del partit esdevingué definitiva el 1912.
Van dominar els soviets del país entre la Revolució de Febrer de 1917 i la d'Octubre, juntament amb els socialrevolucionaris, excepte els de Petrograd i Moscou, el control del qual van perdre abans. Convençuts de la impossibilitat que el proletariat rus prengués el poder en solitari i que una revolució socialista prematura conduiria a la guerra civil i a la seva derrota, van cooperar amb el nou Govern provisional i van tractar de moderar les exigències de la població. Van entrar al segon gabinet dos mesos després de la primera revolució i van tractar en va d'evitar la polarització social.Incapaços de conjugar el que consideraven interessos de l'Estat amb les reformes anhelades pels seus seguidors, des de mitjans de l'estiu el partit va caure en la paràlisi. Tot i el fracàs del Govern de coalició i de la pèrdua de poder en els successius gabinets, els menxevics van seguir rebutjant l'alternativa d'un Govern basat en els soviets, que creien que afavoriria els bolxevics.
Després de la Revolució d'Octubre i fins a la dissolució forçosa de l'Assemblea Constituent pels bolxevics, els menxevics van tractar d'intervenir entre el nou Govern bolxevic i els socialrevolucionaris i d'arribar a un acord pacífic entre els partits polítics socialistes. Després de la dissolució, intentaren arrabassar el poder als bolxevics no mitjançant insurreccions, sinó a través de victòries electorals que els retornessin la influència perduda el 1917. La seva popularitat va augmentar a la primavera de 1918, tant per la crisi econòmica com per les seves propostes polítiques i econòmiques. Com a reacció a les victòries electorals de l'oposició, el Govern bolxevic va dissoldre els soviets, dels quals havia perdut el control, la qual cosa va conduir a protestes que van provocar la repressió governamental. La premsa de l'oposició va ser clausurada, alguns dels seus dirigents van ser arrestats i es va expulsar menxevics i socialrevolucionaris del Comitè Executiu Central Panrús Després de diversos períodes de repressió i certa tolerància durant la guerra civil, el partit fou finalment prohibit el 1921. Alguns dels seus membres van marxar a l'exili, mentre que altres van cooperar amb el Govern bolxevic.

## Formació: el II Congrés del Partit Obrer Socialdemòcrata Rus
Els menxevics van sorgir en l'estiu de 1903, quan es va celebrar el Segon Congrés del POSDR, que va aplegar vint organitzacions obreres per tal d'unificar-les i acabar amb les freqüents disputes internes. El que va començar com un intent d'unió es va convertir en una agra disputa el vint-i-dosè dia del congrés en debatre qui havia de ser considerat membre del partit.

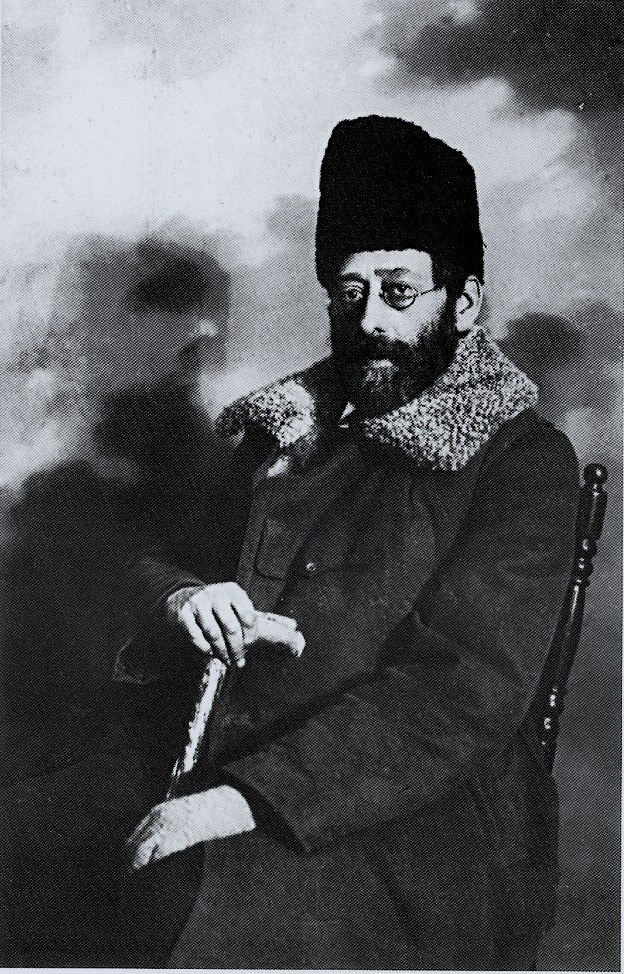
Iuli Màrtov.

Els menxevics, encapçalats per Iuli Màrtov, sostenien que no calia exigir la pertinença a una de les organitzacions de base del partit com a condició per a ser reconegut com a membre d'ell; pensaven que era preferible comptar amb una base partidària àmplia, a diferència del model de partit únic d'«avantguarda del proletariat» que proposava Lenin. Consideraven que a Rússia havia de produir-se, en primer lloc, una revolució burgesa durant la qual al partit obrer li correspondria ser l'actor principal, donada la debilitat de la burgesia russa.En una línia socialdemòcrata, plantejaven la instauració d'una democràcia representativa, però mantenint l'estructura de producció capitalista; en la seva opinió, el nivell de desenvolupament de Rússia impedia la implantació del socialisme, que només seria possible, segons la teoria marxista, en un país amb un avançat desenvolupament capitalista. El model de partit defensat per Màrtov era el Partit Socialdemòcrata d'Alemanya, d'àmplia base obrera, enfront de l'organització conspirativa professional que Lenin preferia.

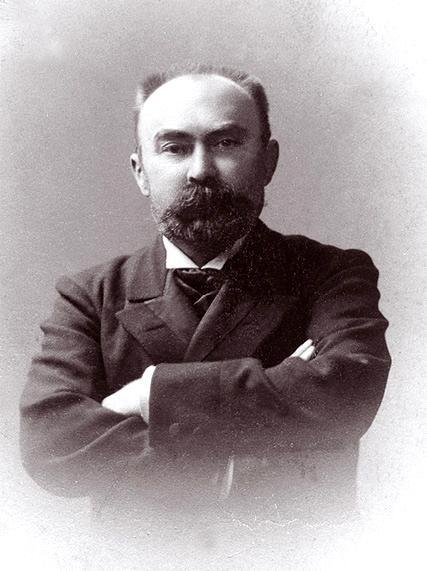
Gueorgui Plekhànov

Lenin, de la seva banda, sostenia que la direcció del partit havia de correspondre a la intel·lectualitat revolucionària, formada al marxisme, que, mitjançant una organització jeràrquica, havia de dirigir els treballadors i evitar que caiguessin en el sindicalisme i l'economicisme. En la seva opinió, el partit l'havien de formar revolucionaris professionals, dedicats íntegrament a preparar la revolució. Les organitzacions de masses, com els sindicats, podien donar suport l'acció del partit, però la majoria dels seus membres no podrien pertànyer-hi.
En sospitar un canvi de doctrina i ambicions personals per part de Lenin, tots els editors d'Iskra (que havien organitzat el congrés al gener), menys Plekhànov i el mateix Lenin, es van oposar a la proposta d'aquest. Si bé la posició organitzativa de Màrtov sobre el partit va comptar amb el suport majoritari dels delegats presents al congrés (28 vots enfront dels 23 a favor de la proposta de Lenin, immediatament es va trobar en minoria, rus: Меньшинство menxinstvó, a l'hora de triar el comitè directiu, pel fet que alguns delegats es van retirar del congrés perquè aquest no va acceptar certes propostes del seu interès; el sobrenom menxevics, «la minoria», prové d'això. Per contra, els partidaris de Lenin, que eren «la majoria», rus: Большинство bolxinstvó, van començar a anomenar-se a si mateixos bolxevics.
El congrés, reunit per forjar la unitat del moviment, només ho va aconseguir en aparença, i creà en realitat dos corrents rivals que es van disputar el poder al partit.
Les desavinences també es degueren al fet que els adversaris de Lenin el culparen de dividir els principals dirigents, per l'exclusió de part d'aquests de la direcció del partit aprovada al congrés -ometeren aviat crítiques similars a Plekhànov-. Per als menxevics, la unitat del partit es basava en dos principis: les decisions adoptades en els seus congressos -difícilment democràtiques en una formació clandestina- i la unió dels seus principals dirigents que, des del seu punt de vista, Lenin havia destruït al congrés i que desitjaven recuperar en reconstituir l'antiga junta editorial d'Iskra.

## Disputes internes al Partit Socialdemòcrata
En els mesos posteriors al congrés, van començar les disputes internes entre els partidaris de Lenin i els seus opositors. A la reunió de la Lliga Estrangera a finals d'octubre de 1903, que representava el partit a l'exterior, Màrtov va aconseguir una escassa majoria enfront dels bolxevics i la condemna de la postura de Lenin. A principis de novembre, Plekhànov, que encara el principal exponent del marxisme rus, va abandonar Lenin,  tot acusant-lo de «Robespierre», es va unir als menxevics i els va retornar a la junta editorial d'Iskra. Aïllat entre la direcció, Lenin va haver de cedir el control d'Iskra als menxevics. No obstant això, els durs atacs que li van adreçar els menxevics -que inclogueren crítiques personals més enllà de la dissensió política-  van realçar la seva figura, mentre que les disputes van desorganitzar el partit. Els dirigents menxevics consideraven que Lenin impedia que una direcció formada per personatges de més autoritat que la sorgida del congrés prengués les regnes del partit, i esperaven que llurs dures crítiques li arrabassessin el control.

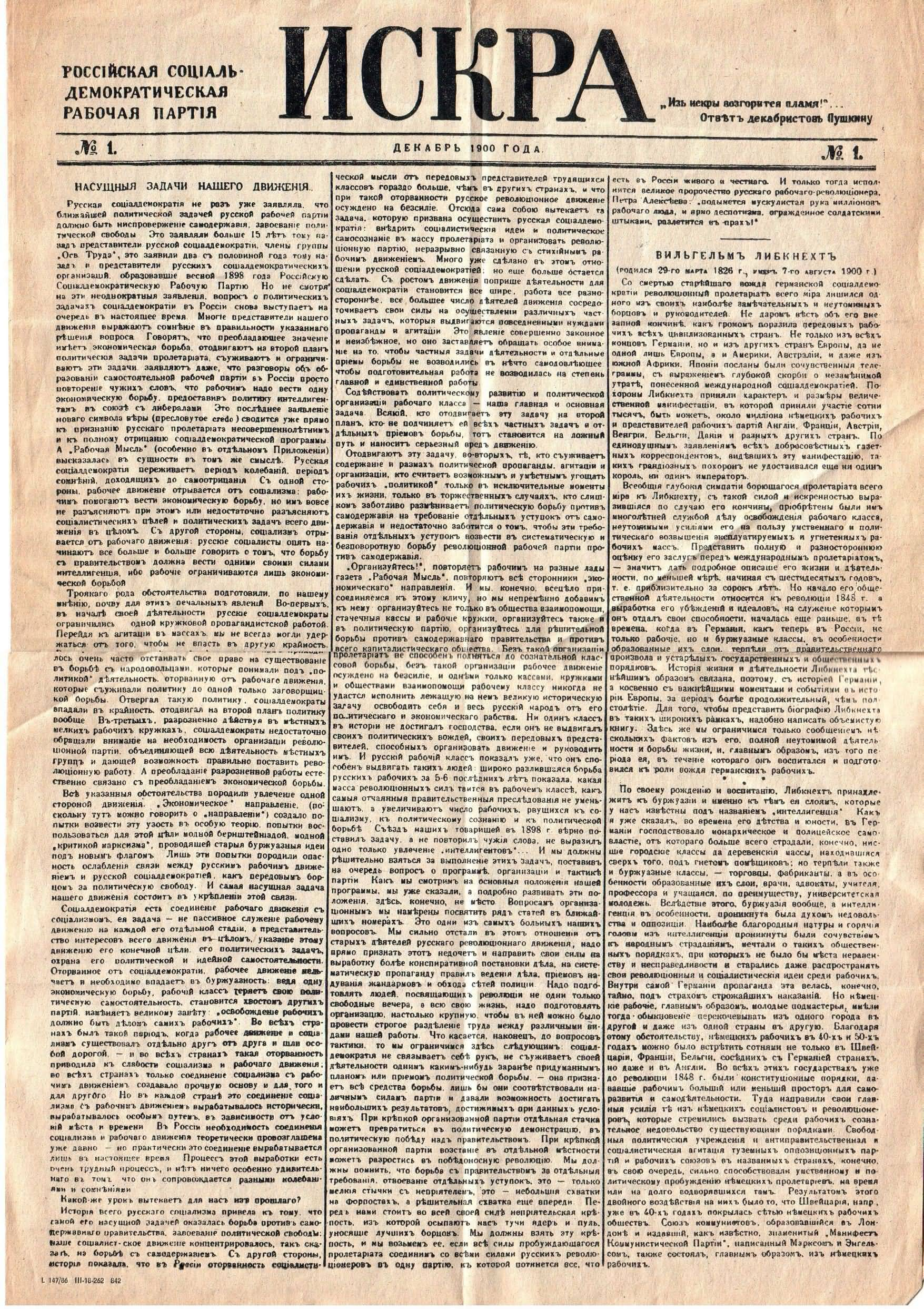
Pàgina del diari Iskra

Fins a la publicació de dos assajos per part d'Akselrod a la fi de 1903 i començaments de 1904,
la disputa semblava simplement una lluita pel poder de dirigents ambiciosos i egocèntrics. Akselrod, per contra, afirmava que la disputa havia creat dues faccions que sostenien concepcions completament oposades sobre la forma del partit: un jeràrquica amb l'organització controlada per la cúspide i una altra amb un partit de masses controlat per les bases. La tesi d'Akselrod que el partit havia de convertir-se en una organització de masses, controlat per les bases i format per treballadors políticament madurs, es va convertir en un dels elements claus del menxevisme.
Mentre que els adversaris de Lenin van rebre com una revelació els articles d'Akselrod,
el mateix Lenin va reaccionar amb fúria, i va rebutjar  la seva teoria. Fins i tot després dels escrits d'Akselrod, tanmateix, els menxevics no van aconseguir formar un moviment unit, sinó que van mantenir grans dissensions i canvis de postura. La unitat aparent dels adversaris de Lenin va començar a esquerdar-se ja a finals de 1904. De la seva banda, Lenin gaudia d'un notable suport entre els activistes del partit a Rússia -sovint més joves i menys cosmopolites que els emigrats-, als quals els dirigents menxevics van incloure aviat a les seves crítiques. L'ús sectari d'Iskra, que s'haguessin fet amb el seu control, tot i les decisions del congrés i les crítiques als activistes russos, com a mesura d'atac indirecte a Lenin, van perjudicar també els menxevics.

## Característiques dels menxevics
Ambdues faccions del partit estaven controlades per intel·lectuals. Els menxevics, però, tenien un nombre més gran de seguidors entre les minories de l'Imperi Rus i tant els georgians com els jueus van exercir un paper d'especial importància en el corrent. Dels cinquanta-set delegats al II Congrés, vint havien estat jueus: sis membres de la Bund, quatre bolxevics i quinze menxevics (d'un total de disset delegats menxevics).

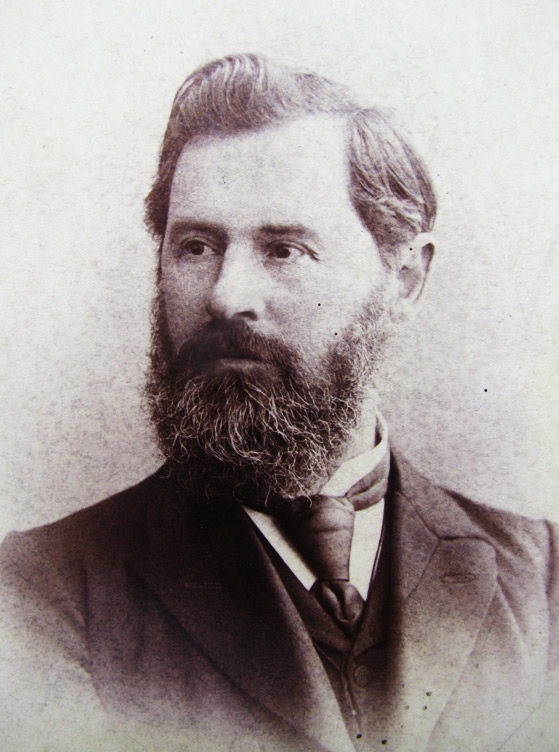
Pàvel Akselrod.

Els menxevics eren, d'altra banda, més propers a la tradició socialista d'Europa occidental, i admiraven les organitzacions de masses d'aquests partits, especialment de l'alemany i la seva tolerància dels corrents interns.Molts menxevics veien aquests partits com el model per al partit rus, el que en part els impedia d'apreciar les diferències de les condicions entre Europa occidental i Rússia: a diferència dels bolxevics, els menxevics mai no van presentar un programa atractiu als camperols, la gran majoria de la població de país.La facció era fonamentalment urbana i, en general, escèptica sobre el possible paper revolucionari dels camperols.
Tot i els canvis de postura al llarg de la seva història, els menxevics van mantenir certes característiques:
- La seva insistència en que la missió del partit era la formació d'una classe obrera independent amb consciència política, capaç de dirigir el partit i la nació.[38] La intel·lectualitat havia d'ajudar el proletariat, però la revolució havia de dur-la a terme aquest.[12][39]

«Aquesta diferència es pot entendre amb un senzill exemple - explicava Lenin - un menxevic, que vol agafar una poma, dempeus sota el pomer, esperarà que la poma li caigui sola. El bolxevic vindrà i la collirà.»
- El seu convenciment que el proletariat havia de coadjuvar a la victòria de la revolució burgesa, però que havia de permetre el desenvolupament del capitalisme abans d'intentar implantar el socialisme.[38]
- Una preocupació per la conducta moral que els feia rebutjar l'ús de qualsevol mitjà per fomentar el socialisme.[38]

Algunes d'aquestes, com la necessitat d'involucrar el proletariat en la revolució burgesa sense prendre el poder, la falta d'interès per la pagesia o la seva rigidesa doctrinària, influïren en el seu declivi i desaparició finals. La primera, derivava del seu convenciment que cap dels grups d'oposició al sistema tsarista era prou fort com per enderrocar-lo i mantenir-se al poder, i que només la cooperació entre la burgesia i el proletariat seria capaç d'acabar amb ell.  Qualsevol intent de prendre el poder en solitari havia d'acabar en desastre, tant per l'abandonament de la revolució per part dels liberals, com per la impossibilitat que els socialistes implantessin, per si sols, un sistema democràtic entre una població fonamentalment camperola i sotmesa al sistema tsarista. Els camperols, reaccionaris, acabarien per aconseguir la restauració del tsarisme. A diferència dels bolxevics, que assignaven un paper rellevant en l'eliminació de sistema d'opressió tsarista als camperols pobres, els menxevics sostenien que serien els liberals, interessats també en la fi del règim, els principals aliats de l'escàs proletariat urbà en la transformació política.

## La revolució de 1905

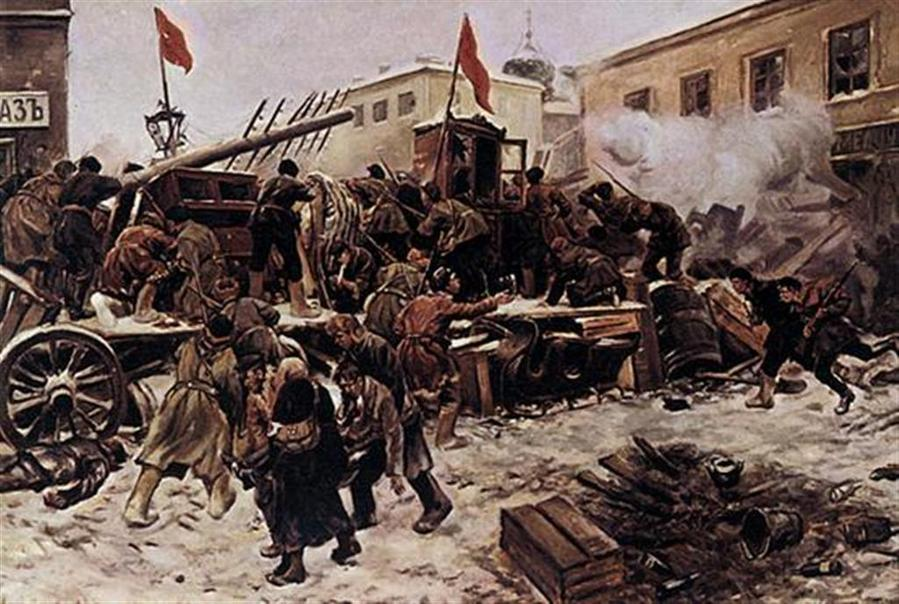
El fallit alçament a Moscou durant la revolució de 1905. La revolució va comportar un breu acostament de bolxevics i menxevics, que va desaparèixer amb el fracàs revolucionari

Davant el descontentament atiat per la derrota a la guerra russojaponesa, la burgesia russa va començar a exigir reformes polítiques a l'autocràcia tsarista. La postura que calia adoptar davant la situació de crisi política era diferent per a bolxevics i menxevics: Lenin sostenia que la burgesia russa no era una força progressista  i que, malgrat les seves crítiques al poder, mai no soscavaria completament l'autoritat de la monarquia i que la classe treballadora havia de prendre el poder directament; els menxevics, dirigits principalment per Akselrod, sostenien que una campanya de pressió als zemstva per part de manifestacions obreres forçaria aquests a defensar mesures més esquerrans i enfortiria la consciència política dels treballadors. Mantenien la teoria que la primera revolució en un país endarrerit com Rússia havia de ser  burguesa.Els socialistes havien de deixar el poder sorgit de la revolució en mans de les partits de les classes mitjanes, donada la naturalesa burgesa de procés, i no participar en un govern eminentment burgès. Les diferències entre els dirigents de les dues corrents, però, van anar desapareixent en radicalitzar-se part dels menxevics, que consideraven possible el pas a la fase socialista de la revolució. La cooperació va precedir la convocatòria del IV Congrés, que tenia com a objectiu la reunificació de les faccions, entre d'altres.
Per primera vegada l'elecció de delegats al congrés es va fer mitjançant eleccions regulades, i eles elegits representaren els membres del partit. En ell els menxevics van obtenir seixanta-sis delegats enfront dels quaranta sis dels bolxevics. La decadència revolucionària ja a l'abril de 1906, quan finalment es va reunir el congrés, féu que molts menxevics tornessin a allunyar-se de les postures dels bolxevics. Al congrés, els menxevics van defensar la fi del boicot de les eleccions a la Duma Estatal, donat el resultat antigovernamental de les primeres eleccions. En 1907, els socialdemòcrates es van presentar per primera vegada a les eleccions parlamentàries amb bons resultats: seixanta-cinc diputats.

## Vigília de la guerra mundial

### Allunyament i intents de reconciliació
Reprimida la revolució pel poder, l'apatia dels treballadors a Rússia, fruit de la depressió econòmica i de l'agitació dels anys anteriors, va acabar amb les forces del partit, que va entrar en decadència. L'experiència de la revolució, però, va servir per definir més clarament les diferències entre bolxevics i menxevics, que van començar a discrepar sobre assumptes que abans no els havien separat. Entre aquests desacords es poden esmentar:
- L'oposició dels menxevics a concentrar-se en preparar un alçament armat contra el poder que, segons ells, produiria únicament la repressió del partit i la seva transformació en una organització conspirativa d'estructura piramidal i característiques militars.[52]
- La seva negativa a utilitzar tàctiques extremistes, que havien de dividir i debilitar l'oposició a l'autocràcia.[52][54]
- El seu convenciment que la classe mitjana podia convertir-se en aliada en la lluita contra el tsarisme.[52][54]
- La seva decisió de reforçar el contacte amb les masses i formar grans organitzacions que infonguessin consciència de classe al major nombre possible de treballadors.[52][54]

Els bolxevics, per contra, creien que el fracàs revolucionari de 1905 havia confirmat la seva tesi que només un partit centralitzat i professional, centrat en el treball clandestí, podia actuar amb eficàcia en el país. Les classes mitjanes quedaven més descartades com a força progressista, i els partidaris de Lenin passaven a cercar la cooperació d'obrers i camperols. Tot i les diferències, el partit es trobava formalment reunificat i va celebrar dos congressos (el quart i cinquè) amb tots dos corrents units; el IV congrés va triar també un comitè central conjunt, amb tres bolxevics i set menxevics.  Tanmateix, el període de reacció tsarista anterior a l'esclat de la Primera Guerra Mundial aguditzà les diferències entre tots dos corrents de la socialdemocràcia russa.
En 1907 els menxevics restabliren les relacions amb el Bund, que s'havia separat del partit durant el II Congrés després de ser rebutjada la seva proposta d'organitzar-lo de forma federal, com una unió de partits nacionals que els hagués donat autonomia en assumptes jueus. El Bund, amb gran suport entre les seves bases però també gran afinitat amb les postures menxevics, va decidir ingressar de nou al POSDR. La col·laboració entre ambdós grups fou molt estreta.

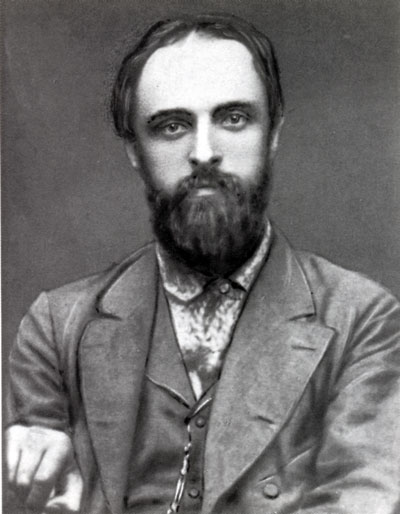
Aleksandr Potréssov

En decadència, els menxevics es van mantenir formalment dins el partit, malgrat les seves crítiques als mètodes revolucionaris dels bolxevics. El 1908 la seva sort va millorar: a l'exili es va crear una publicació que expressava les seves idees i a Rússia es van formar tres centres propers al corrent: un a Geòrgia, un altre a la capital, dirigit per Aleksandr Potréssov i un altre que agrupava aquells que treballaven en organitzacions que incloïen a treballadors, com els sindicats o les cooperatives.
Entre 1909 i 1914, menxevics i bolxevics van començar una nova disputa, la del «liquidacionisme». La principal diferència consistia en la prioritat que cada corrent atorgava a les activitats clandestines enfront de les legals tolerades pel tsarisme: mentre que la majoria dels menxevics donaven prevalença a les segones, Lenin advocava per concentrar-se principalment en les primeres. Els liquidacionistes menxevics -criticats també per les seves pròpies files- es dedicaren a tractar d'utilitzar els mitjans legals (premsa, sindicats) per difondre l'ideal socialista, intentar forjar aliances amb els liberals que limitessin el poder de govern autocràtic i ampliar l'organització dels treballadors. Tots els corrents menxevics coincidien que, donada la manca d'una etapa burgesa democràtica en la història de Rússia i la necessitat d'acabar amb l'autocràcia, la presa del poder estava condicionada a un canvi social que necessitava d'un primer període burgès en el qual els socialistes havien de donar suport de forma limitada al nou govern burgès, però no entrar en ell ni despertar excessives esperances en el proletariat.
Al gener de 1910, va tenir lloc a París l'últim intent seriós d'unificar les faccions del partit; es van suprimir els diversos diaris dels corrents i tant bolxevics com menxevics van passar a formar part de la junta editorial del diari del partit, Socialdemòcrata. La unitat resultà novament fictícia, ja que les faccions no van complir les condicions necessàries per a mantenir-la: ni els menxevics van expulsar els liquidacionistes -que rebutjaven les activitats clandestines del partit- de les seves files, ni els bolxevics van posar fi a les «expropiacions» i altres accions violentes que condemnaven els menxevics. Ja a la tardor, menxevics i bolxevics es trobaven de nou enfrontats i la detenció d'Aleksei Ríkov va escapçar el corrent bolxevic partidari de la concòrdia amb els menxevics. Això permeté a Lenin de preparar la conferència bolxevic de Praga (gener de 1912), en què es va consumar la ruptura oficial del partit i la separació formal de menxevics i bolxevics.

### Cisma
Malgrat les disputes, es van donar diversos intents de reconciliació entre ambdós corrents entre 1907 i 1912. Lenin, que tanmateix s'oposava a la col·laboració, va reunir, al gener de 1912 els seus seguidors,, poc més d'una cinquena part del partit, a Praga; va atorgar a la reunió el nom de «VI Congrés del POSDR» i va expulsar els «liquidacionistes» menxevics. La maniobra va fracturar oficialment el partit, i va donar avantatge, en la recerca del suport obrer, als partidaris de Lenin. Tot i la cooperació temporal durant les eleccions a la Duma Estatal després de la dissolució de la segona Duma per part del primer ministre Piotr Stolipin, en la qual els menxevics van aconseguir set diputats i els bolxevics sis, ben aviat les dissensions van tornar a dividir les diferents faccions.
En els dos anys següents, diverses de les organitzacions legals, creades després de la revolució i fins llavors focus de menxevisme, es van passar als bolxevics. A l'agost de 1912, el sindicat de metal·lúrgics de Sant Petersburg, el més important de la capital, passà a tenir majoria bolxevic. L'abril del 1914, van obtenir la meitat dels representants del sindicat d'impressors de la capital, teòrica «ciutadella del menxevisme». Tot just abans de la guerra mundial, els bolxevics controlaven la gran majoria de les juntes sindicals de Sant Petersburg i de Moscou. El creixement dels bolxevics enfront dels seus adversaris es va deure en part al ràpid creixement del proletariat urbà en els anys anteriors a la conflagració mundial; els nous obrers resultaren més receptius a les tàctiques i objectius extremistes dels bolxevics i a la seva millor i més extensa organització clandestina. Els grans esforços dels menxevics per forjar un moviment obrer ben organitzat amb objectius moderats van fracassar i van donar pas a l'aparició d'un de més extremista, encapçalat sovint per nous dirigents bolxevics, més joves que els que havien presidit les organitzacions fins al 1912.
Els intents del Buró Socialista Internacional d'aconseguir la reunificació de bolxevics, menxevics i de les altres faccions (un total d'onze) mitjançant la pressió als primers i la convocatòria d'un congrés internacional per a agost de 1914 es van veure frustrats pel començament de la guerra, que va portar nous motius de desacord entre ambdues faccions.

## La guerra mundial

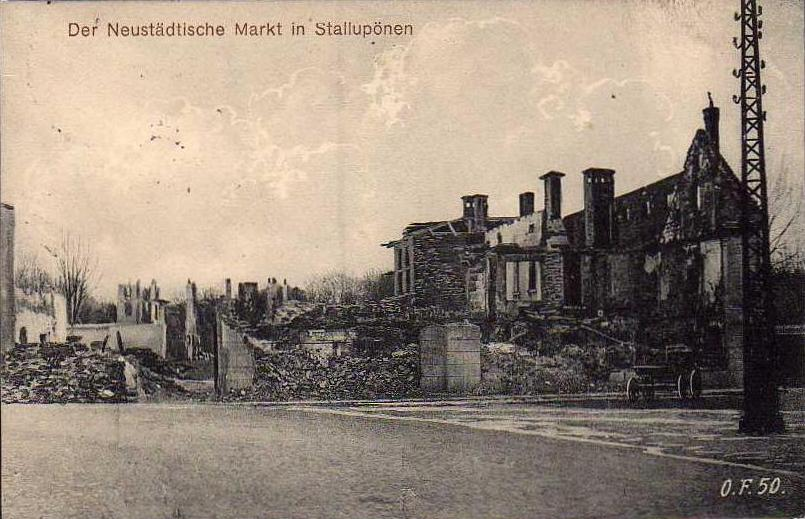
Ciuat arrasada durant la Primera Guerra Mundial. La decisió sobre si donar suport o no l'esforç bèl·lic rus va dividir les files menxevics entre internacionalistes, «zimmerwaldistes siberians» i defensistes. La divisió va sobreviure a la caiguda de la monarquia al començament de 1917.

El 1914, Iuli Màrtov, com els bolxevics, s'oposà frontalment a la participació en la Primera Guerra Mundial. Els set diputats de la Duma Estatal, en unió amb els cinc bolxevics, es van negar a aprovar els crèdits de guerra sol·licitats pel Govern i van presentar una declaració contra aquesta. No obstant això, enmig de la crisi de la II Internacional, els menxevics van mantenir posicions diferenciadas  i fins i tot divergents sobre la guerra: Aleksandr Potréssov, Piotr Màslov i Kusmà Gvozdev van cridar a «defensar la pàtria», rus: обороны отечества oboroni otétxestva. Fins i tot Gueorgui Plekhànov es va tornar defensista; la resta dels menxevics es van unir en un principi al sector «internacionalista», tot i que Níkoloz Txkheïdze, diputat a la Duma, publicà Naixe delo, rus: Наше дело («La nostra causa») amb una posició més conciliadora amb el defensisme que la posició oficial del Comitè d'Organització menxevic, expressada per Aleksandr Martínov i Pàvel Akselrod, mentre que Iuli Màrtov, que era integrant d'aquest comitè, va arribar a col·laborar amb Trotski a Naixe slovo, rus: Наше слово («La nostra paraula») amb una posició de rebuig a tot defensisme.

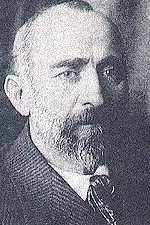
Níkoloz Txkheïdze

La majoria dels menxevics es van adherir a la postura internacionalista: oposició a la guerra com una aventura imperialista, crida a la unitat del moviment socialista i pressió als governs per posar fi als combats i assolir la pau sense annexions ni indemnitzacions de guerra. Aquesta majoria, però, estava dividida: els «zimmerwaldistes siberians», entre els quals destacaven Irakli Tsereteli o Vladímir Voitinski, 
consideraven que la defensa de Rússia podia ser admissible en certes circumstàncies, fet que donaria lloc després de la Revolució de Febrer de 1917 al «defensisme revolucionari», rus: революционного оборончества revoliutsiónnogo oboróntxestva, que arguïa que la defensa de la nova república era permissible, a diferència de la del tsarisme anterior. Aquesta postura es va convertir en la majoritària entre els menxevics després de l'enderrocament del tsar.

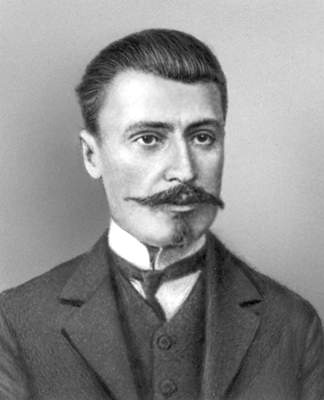
Irakli Tsereteli

Els defensistes, a excepció dels més extrems com Plekhànov, s'oposaven per principi a la guerra, però advocaven per la defensa del país juntament amb la resta de les seves «forces vitals», posició que esperaven que serví, a més a més, per forjar una aliança antitsarista amb la burgesia. A l'actitud defensista es van sumar fonamentalment els diputats de la Duma, intel·lectuals de províncies, menxevics dedicats a tasques legals i propagandistes de Petrograd i Moscou. Els menxevics van rebutjar la postura «derrotista» de Lenin, la més extrema d'entre els marxistes, que els socialistes havien de treballar per aconseguir la derrota dels seus respectius països, transformar la contesa en una guerra civil i acabar amb la Segona Internacional, que titllava de fracassada. Alguns dels més destacats menxevics d'esquerra, com Aleksandra Kol·lontai, es van passar a les línies bolxevics a causa de les diferències respecte a la intervenció o no en el conflicte bèl·lic.

## El període interrevolucionari

### La Revolució de Febrer
Ni els menxevics ni la resta de partits revolucionaris van preveure l'esclat de la Revolució de Febrer de 1917. Les protestes massives, tolerades per les tropes indiferents, dugueren a la caiguda del govern, a l'abdicació del tsar, i van posar fi a la monarquia en uns dies.
Es va formar llavors un govern liberal encapçalat pel príncep Gueorgui Lvov que, tanmateix, va quedar condicionat per l'existència del Soviet de Petrograd, que era el que comptava, en realitat, amb la lleialtat de les masses. Rússia va passar a tenir un poder dual, en què el govern tenia la responsabilitat, però no el poder per governar, mentre el consell comptava amb el poder, però no dirigia els assumptes d'Estat.
La situació va generar conflictes, friccions, confusió i ineficàcia en l'administració de l'Estat, que no va ser capaç de resoldre els greus problemes de país com la guerra, la crisi econòmica o la reorganització política.
Els menxevics, en aliança amb els socialrevolucionaris, controlaven el soviet de la capital, en què els bolxevics van formar ben aviat una facció d'escassa grandària (tot just quaranta dels prop de tres mil delegats). A més gràcies a les seves figures polítiques i a la seva millor organització, els menxevics van dominar els socialrevolucionaris. Pogueren, doncs, exrecir una gran influència en la política nacional. L'esquerra radical, amb la majoria dels seus dirigents a l'exili interior o exterior, lluny de la capital, va tenir escassa influència, al començament, en la direcció del soviet de la capital.

### Els menxevics i el Govern Provisional
Pel que fa a la guerra, la seva postura fou la de la majoria centrista formada pels defensistes revolucionaris,
 la principal figura dels quals era Irakli Tsereteli. Segons aquests, a la recerca de la pau s'havia d'unir la defensa de Rússia. No obstant això, una minoria, encapçalada prr Màrtov, va continuar defensant l'internacionalisme original i el començament immediat de converses de pau per acabar amb el conflicte mundial.
Convençuts de la naturalesa burgesa de la revolució, els menxevics descartaren prendre el poder. Les experiències de 1905, el seu temor a dividir els reformistes en cas d'abraçar el radicalisme i el seu convenciment de la incapacitat del proletariat per dirigir l'Estat, van reforçar aquesta postura.Segons l'opinió dels menxevics, la interpretació correcta de Marx feia que el socialisme només pogués sorgir en una societat capitalista avançada, no en la situació russa, amb un capitalisme encara parcial; segons la visió menxevic, la revolució russa era burgesa i qualsevol intent d'implantar el socialisme estava abocat al fracàs. L'objectiu havia de ser, en la seva opinió, la implantació d'una república parlamentària democràtica que permetés, amb el temps, l'aplicació de reformes que tendissin al socialisme. No obstant això, durant la llarga crisi de 1905-1917, la facció havia estat incapaç de definir una posició clara sobre si, en el període de govern burgès, havia de dedicar-se a l'organització de la classe treballadora i donar suport de manera tàcita als burgesos, o pressionar-los per obtenir reformes socials. La relació que havia d'existir entre socialistes i burgesos havia quedat sense aclarir.

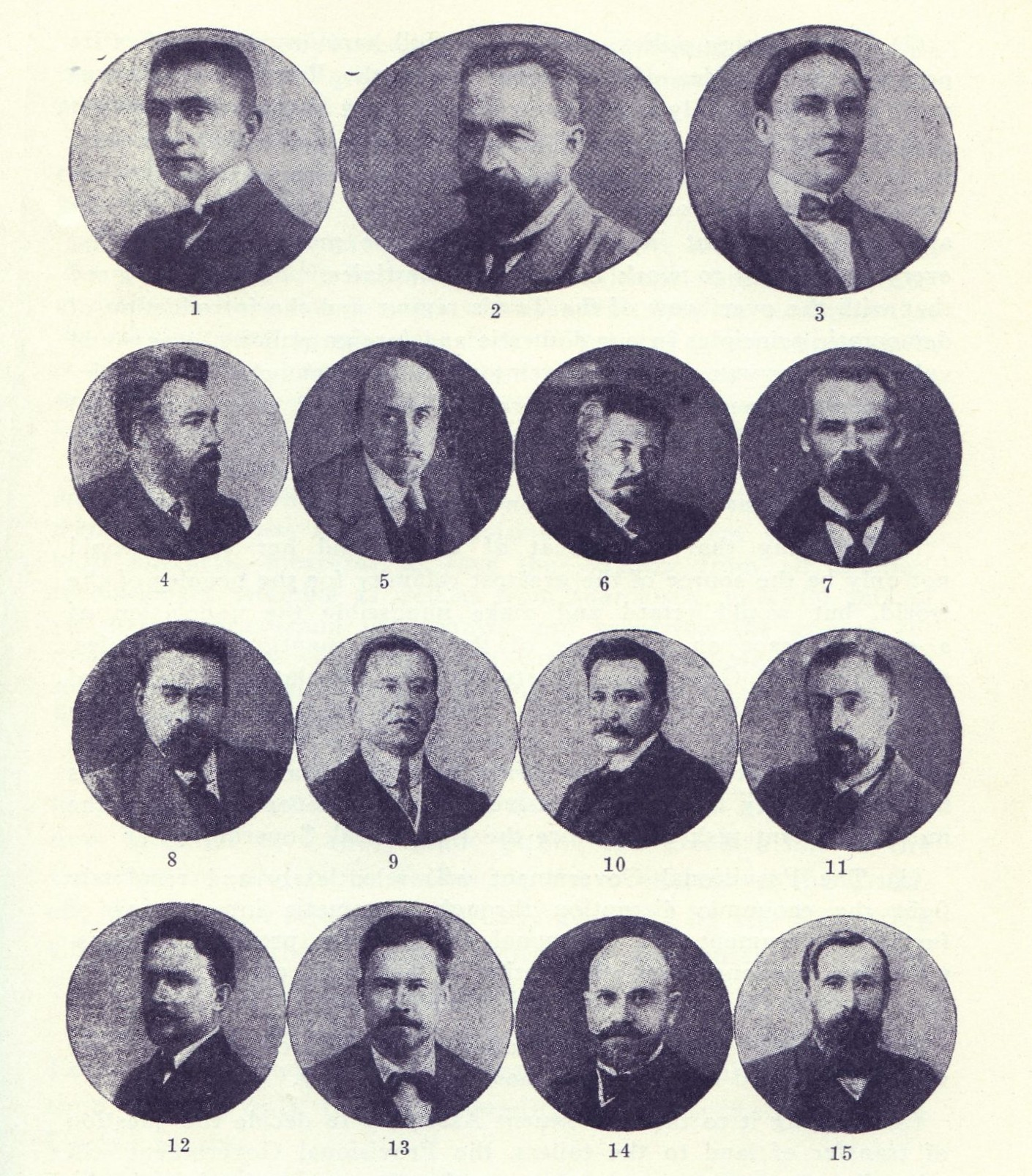
El segon gabinet del Govern provisional, sorgit de la crisi d'abril, amb sis ministres socialistes, entre ells dos menxevics, Irakli Tsereteli (11) i Matvei Skóbelev (12).

Al principi, els menxevics es van limitar a donar suport al govern liberal, amb la condició que mantingués les reformes democràtiques. Desitjaven una resolució pacífica dels conflictes de classe i aconseguir la cooperació de la burgesia en les reformes i en la defensa de la revolució que havia acabat amb la monarquia. Per a això, alhora que van rebutjar inicialment d'entrar al govern mantenien un control indirecte de les accions de Consell de Ministres a través del Soviet de Petrograd. Després de la crisi d'abril, decidiren, juntament amb els socialrevolucionaris, d'entrar al govern.
 La seva idea no era prendre el poder ni formar un govern socialista, cosa que consideraven prematura, sinó reforçar l'aliança social-liberal que consideraven necessària per acabar amb les restes de l'antic règim i evitar la caiguda de Govern liberal. La seva aliança amb els liberals era, en tant que marxistes, temporal i oportunista: no deixava de ser una coalició entre enemics futurs per acabar amb l'antic règim, pas previ a un enfrontament futur entre els liberals, partidaris del capitalisme, i els socialistes, oposats a ell. Alhora, l'experiència de 1905, en la qual els liberals no s'havien mostrat prou revolucionaris en opinió dels menxevics, els va portar a tractar de tenir un paper més destacat en el canvi polític, amb una major iniciativa. Una altra proposta, defensada per altres corrents, que advocava per l'ingrés del partit com a força majoritària del gabinet per a imposar les reformes desitjades, va quedar finalment descartada en favor de la propugnada per la direcció defensista del partit.
Des de la seva arribada al consell de ministres i fins a la tardor, el partit va ser alhora un partit de govern i el que presidia el poderós Comitè Executiu Central Panrús (VTsIK), amb un sector, l'internacionalista, crític amb el sistema dual de poder i cada vegada més poderós per la creixent radicalització dels treballadors. L'objectiu menxevic de cooperació amb la burgesia per tal d'evitar un conflicte civil i mantenir la producció industrial va persistir una vegada que el partit va decidir de participar al consell de ministres. Alhora, van afavorir l'organització dels treballadors en diverses organitzacions (cooperatives, sindicats, juntes d'arbitratge ...) que havien d'enfortir la revolució enfront d'una possible reacció i havien d'afavorir també la formació d'un proletariat organitzat, amb major importància política i majors possibilitats de millorar la seva situació econòmica.
En arribar al govern, el menxevisme, en aliança amb els socialrevolucionaris i els liberals, va mantenir la participació de l'exèrcit rus al front i va assumir la responsabilitat de continuar la guerra en aliança amb França, Gran Bretanya i Sèrbia. Tot i sol·licitar el començament de negociacions de pau, els liberals no van mostrar interès per les propostes dels socialistes.Els intents d'utilitzar la Segona Internacional, desorganitzada i ineficaç, per posar en marxa les converses, va ser un fracàs.
La postura majoritària va haver d'enfrontar-se a dues minories d'oposició. Per la dreta, Potréssov defensava amb més vehemència la continuació de la guerra; per l'esquerra, un altre corrent més nombrós, la dels internacionalistess'oposaven a la coalició amb els burgesos. Si bé Màrtov es va oposar obertament a aquesta política de col·laboració i Akselrod aconsellà d'obrir negociacions de pau amb Alemanya i Àustria, el menxevisme va donar suport a les polítiques de Fiódor Dan i de Tsereteli, ministre del Govern Provisional, de continuar la guerra, ajornar la reforma agrària i retardar les eleccions a l'assemblea constituent; amb això va perdre la simpatia de les masses obreres, les quals es bolcaren cap al bolxevisme juntament amb els camperols, els quals, fins llavors, havien donat suport principalment als socialrevolucionaris. El govern de coalició, incapaç de mantenir l'ordre i d'aplicar o frenar les reformes, va quedar paralitzat.
Durant la primavera, amb la conferència del partit al maig, tanmateix, la postura defensista dels dirigents del consell de la capital va sortir temporalment reforçada -especialment pel suport de la organitzacions provincials a la coalició i al manteniment de Rússia en el conflicte mundial fins a la signatura d'una pau universal—; diverses organitzacions, com ara els bundistes, els socialdemòcrates letons i altres menors van ingressar al partit. Els internacionalistes, el corrent crític més important, eren molestos però incapaços d'amenaçar la posició de Tsereteli i els seus partidaris i acabaven, en qualsevol cas, donant suport a les principals mesures de centre defensista (l'ofensiva Kérenski, el crèdit de guerra al govern o als candidats del partit a les diverses eleccions).

### Crisi, paràlisi i decadència

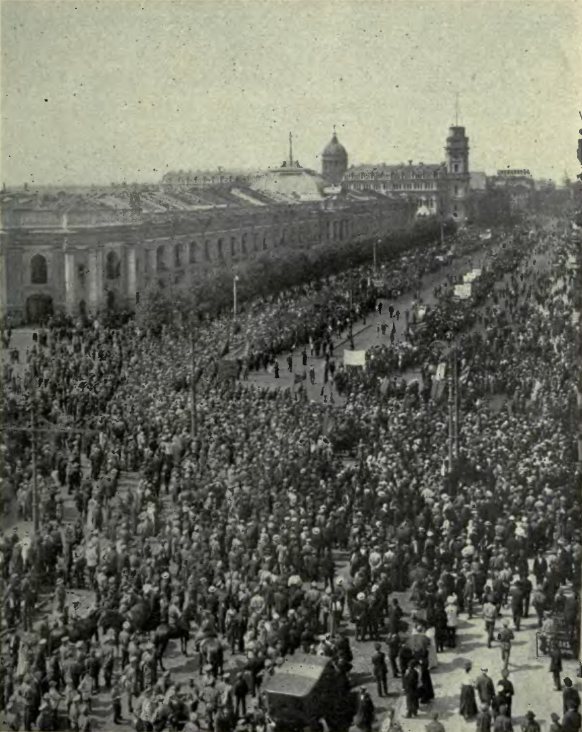
Manifestació durant les jornades de juliol. Els menxevics van refusar reiteradament de prendre el poder i posar fi a les successives coalicions governamentals amb els liberals, tot i que aquestes foren incapaces d'aplicar les profundes reformes anhelades per la majoria de la població.

El suport obrer a la coalició amb els liberals, però, era escassa i ja a les eleccions municipals de Petrograd de maig, en la qual els tradicionals seguidors dels menxevics, els obrers més especialitzats (metal·lúrgics, tipògrafs), van començar a mostrar el seu suport als bolxevics; els menxevics van quedar principalment com el partit dels obrers menys polititzats i especialitzats i, cada vegada més, el de la intel·lectualitat radical urbana. Els defensistes, emperò, no van prestar atenció a l'advertiment de les urnes. Especialment es van desentendre del canvi de lleialtats del proletariat dels ministres menxevics, cada vegada més allunyats del Soviet de Petrograd i més capficats en la seva tasca governamental. La creixent radicalització dels obrers de la capital, fruit de la desil·lusió quant a les seves esperances de canvi i de la crisi econòmica cada vegada més intensa, perjudicava els menxevics. Aquesta desil·lusió i la sensació de divisió social entre treballadors i classes privilegiades, però, va xocar al principi amb el continu suport dels treballadors a la direcció del Soviet de Petrograd, que afavoria la coalició governamental. El suport menxevic a la coalició, la seva actitud de neutralitat en els conflictes laborals entre obrers i patrons i la seva preocupació pel manteniment de la producció i per l'economia en general, van augmentar la percepció, entre els treballadors, de traïció a la classe obrera que deien defensar. Les diferències en la percepció de la realitat entre la direcció menxevic i els treballadors de la capital va créixer a partir de la primavera. Una font important de descrèdit per al partit fou el fet d'encapçalar el ministeri de Treball, incapaç de posar fi a la crisi econòmica o de satisfer les exigències dels treballadors. Els menxevics havien esperat poder moderar aquestes i aplicar certes reformes legals amb la cooperació de la patronal. La realitat va desbaratar les seves il·lusions: el deteriorament econòmic, l'augment dels conflictes laborals, la radicalització de les reclamacions obreres i l'afebliment de l'administració feren fracassar les reformes menxevics. A més, els menxevics, al ministeri no van aconseguir d'imposar gran part dels seus objectius inicials: no només van ser incapaços d'aprovar la jornada de vuit hores, la llibertat de vaga, el salari mínim, l'assegurança d'atur o la reforma del servei d'inspecció fabril, sinó que van haver de realitzar concessions per a les escasses lleis que van aconseguir promulgar. Algunes d'aquestes mai no van arribar a posar-se en pràctica o ho van fer tardanament a finals d'estiu o a la tardor. Paradoxalment, les dues lleis laborals principals no van ser obra dels menxevics, sinó dels liberals del primer govern format després de la revolució. Els desitjos de moderació de les exigències obreres, la preocupació pel que creien límits factibles de l'economia russa i el seu convenciment que el país no tenia els mitjans per millorar les condicions dels treballadors va produir la impressió que el ministre Matvei Skóbelev i els seus correligionaris havien capitulat davant els interessos dels industrials. Si bé l'objectiu de moderació s'estenia a tota la població, el govern va ser incapaç d'imposar-lo a industrials i comerciants, mentre els menxevics, com a membres del gabinet de coalició i suposats representants dels treballadors, van carregar amb la tasca de tractar d'aplicar-lo a aquests.

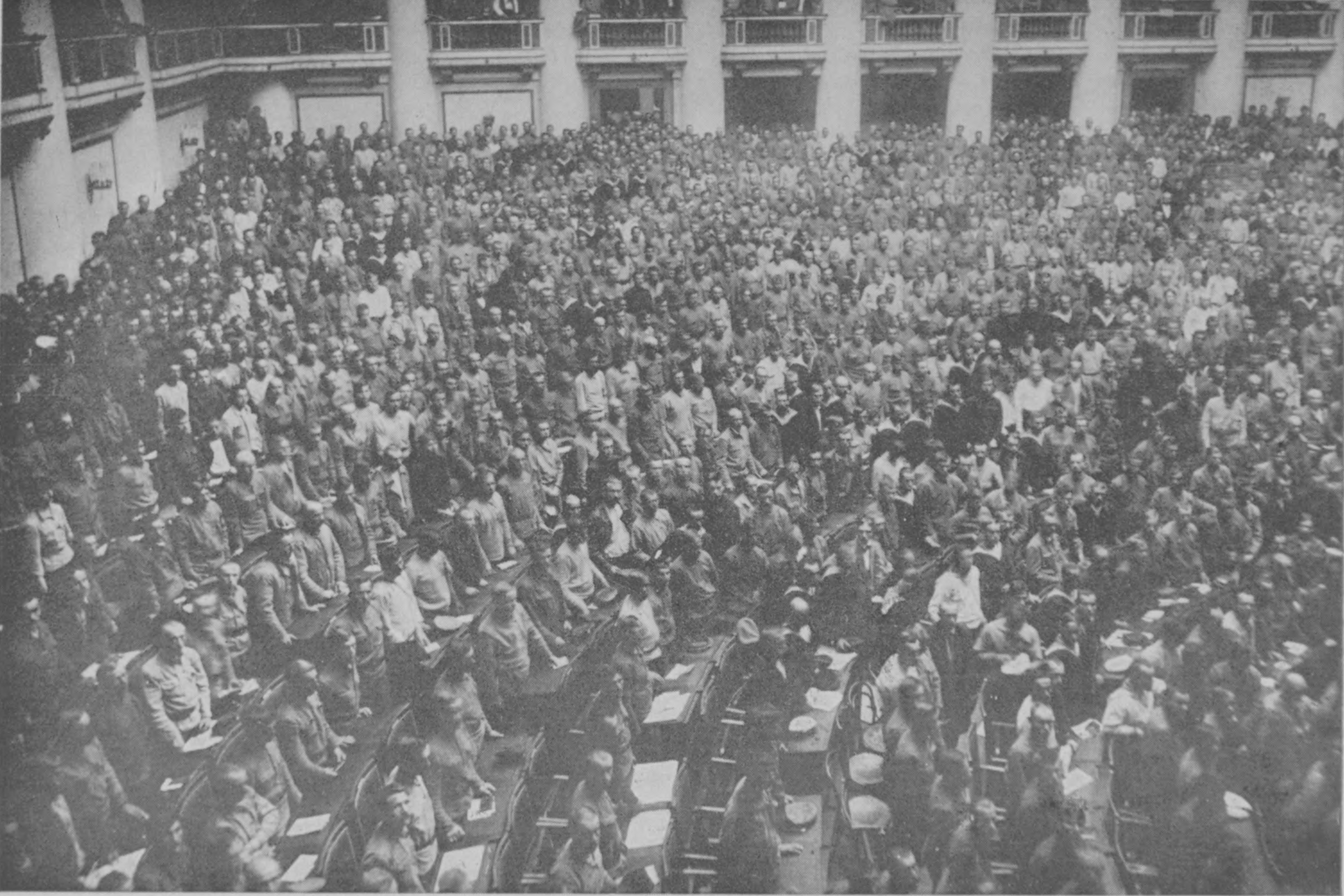
El Soviet de Petrograd, controlat pels defensistes menxevics i els seus aliats socialrevolucionaris fins a la tardor.

La crisi industrial de maig i juny va minar el suport popular a la coalició social-liberal, però no va minvar el suport de la direcció menxevic a aquesta. Mentre que els ministres van quedar embrancats en les seves tasques de govern, sense, tanmateix, aconseguir satisfer les aspiracions dels seus seguidors, els menxevics, al Soviet, es van limitar a assegurar el continu suport d'aquest al Govern i les seves mesures i a desbaratar qualsevol oposició. Màrtov va defensar després de les jornades de juliol l'establiment d'un govern exclusivament socialista que dugués la pau a país, prengués el control de la indústria i de l'economia en general, accelerés la reforma agrària i preparés la convocatòria de l'Assemblea Constituent Russa. La revolta havia fracassat principalment per la negativa del Comitè Executiu Central Panrús, dominat per menxevics i socialrevolucionaris, a prendre el poder com demanaven els manifestants. Malgrat les protestes i la pèrdua clara de suport popular, els defensistes van mantenir la seva preferència per la coalició governamental. La proposta de Màrtov, que va constituir l'alternativa constant a la coalició social-liberal fins a la tardor, va ser rebutjada.
Al congrés del partit, inaugurat a l'institut politècnic de la capital el 31 d'agost [C.J. 18 d'agost] de 1917, que va durar vuit dies i va comptar amb 220 delegats de 195 organitzacions que havien de representar 200 000 afiliats, es va advocar per la unitat del partit, però novament es van oposar els internacionalistes, representats principalment per Màrtov, als defensistes, agrupats al voltant dels dirigents del soviet de la capital, encapçalats per Tseretelli. Màrtov va defensar la fi  de la coalició amb els partits burgesos i la formació d'un govern socialista temporal. La seva posició, però, va resultar derrotada (117 vots a 79) pels partidaris de mantenir la coalició, tot i el creixent desprestigi que causava al consell. El congrés va aprovar a més la continuació de l'aliança de Rússia amb l'Entente. Màrtov va optar per romandre al partit en què els seus seguidors creixien permanentment, amb l'esperança, complerta al novembre, de recuperar-ne el control; la seva decisió de no trencar amb els defensistes i crear una formació separada, que agrupés els opositors al Govern Provisional, va permetre als bolxevics de presentar-se com el principal partit d'oposició. Els defensistes criticaven amb duresa les propostes de Màrtov; per a ells la retirada del conflicte mundial només podia passar per una indesitjada pau separada amb Alemanya. Gran part de la radicalització es devia a la propaganda dels internacionalistes i els bolxevics, i una ruptura amb els kadets duria a una polarització social, la pèrdua de suport burgès a la revolució i probablement a una guerra civil.
Així doncs, el congrés no només va acabar sense millorar la unitat del partit, i sense aclarir el programa que desitjava dur a terme sinó que, a més, es van aguditzar les divisions internes.Sense noves propostes per accelerar el programa governamental de reformes que es trobava estancat, el partit, paralitzat, es va resignar a continuar la coalició. Mentre la crisi econòmica, la guerra i l'actitud de les forces polítiques conduïen a país a la polarització, els menxevics seguien aferrats a la defensa de la coalició de govern, tot i la incapacitat d'aquesta per aplicar les anhelades reformes i la disminució de la seva influència en els successius consells de ministres. Seguien rebutjant a més un Govern basat en els soviets, que temien que afavorís els bolxevics.
Després del fracassat cop de Kornílov, eel partit va adoptar una postura més esquerrana i oposada als kadets. No obstant això, es trobava en crisi, amb les diferents fraccions cada vegada més dividides i disposades a presentar candidats separats en les eleccions a l'Assemblea Constituent. La decisió de la direcció menxevic de continuar les coalicions amb els kadets al setembre, tot i la radicalització de les masses, va polaritzar el partit i va fer que molts treballadors traspassessin el seu suport als bolxevics. Els defensistes, que treballaven al Govern, i consideraven que la solució a la crisi passava per una major cooperació amb la burgesia, estaven cada cop més enfrontats amb els menxevics, més propers als soviets, que solien donar suport a les exigències, cada vegada més extremes, dels treballadors.
La decadència dels menxevics fou intensa: de 248 delegats obtinguts al Primer Congrés dels Soviets, passaren a aconseguir únicament al voltant de 80 per al segon. Per la seva banda, els bolxevics, que havien comptat amb 105 delegats al primer congrés, van passar a 300 al novembre. La major organització menxevic de la capital, amb prop de 10.000 membres al començament del període revolucionari, pràcticament va deixar d'existir a la tardor. En les eleccions a l'assemblea celebrades a finals de tardor, el partit tot just aconseguí d'aplegar 1,4 milions de vots, enfront dels 16 milions dels socialrevolucionaris o els 9,8 dels bolxevics. Molts d'ells, a més, provenien de Geòrgia, on el partit ja havia començat a prendre un rumb nacionalista que acabaria per separar-lo de la resta de l'organització. A les grans ciutats i a les zones més actives en la revolució el suport havia estat mínim. Els menxevics comptaven amb menys de vint diputats a l'assemblea. Tot i les crítiques d'heterodòxia dels menxevics, els bolxevics, que donaven suport a les diverses exigències de la població i havien contribuït, de manera fonamental, al fracàs de l'intent de cop militar del general Kornílov al setembre, comptaven amb un suport creixent. En les eleccions dels consells del mateix mes en Petrograd i Moscou, els bolxevics van obtenir per primera vegada la majoria. La pèrdua de seguretat de menxevics i socialrevolucionaris es devia a la falta de millores polítiques i econòmiques: les converses de pau es trobaven estancades, la inflació creixia, la producció industrial baixava i la capacitat de forjar noves coalicions amb els liberals semblava esgotada. L'immobilisme dels defensistes facilitava el creixement de la simpatia pels bolxevics davant la debilitat i paràlisi governamental. Les masses russes estaven tipes de la moderació, de consens i els acords amb la burgesia propugnat pels menxevics i transferiren el seu suport als bolxevics, que semblaven prometre ràpides solucions als seus problemes.
A finals d'octubre, la influència dels internacionalistes havia aconseguit que el comitè central exigís la dimissió del partit dels ministres menxevics, tot i no haver aconseguit la seva retirada del gabinet poques setmanes abans. El 13 de gener [C.J. 31 de desembre de 1917] de 1918, els defensistes, que havien controlat la direcció del partit, van haver de cedir-lo, finalment, als internacionalistes.

### La Revolució d'Octubre

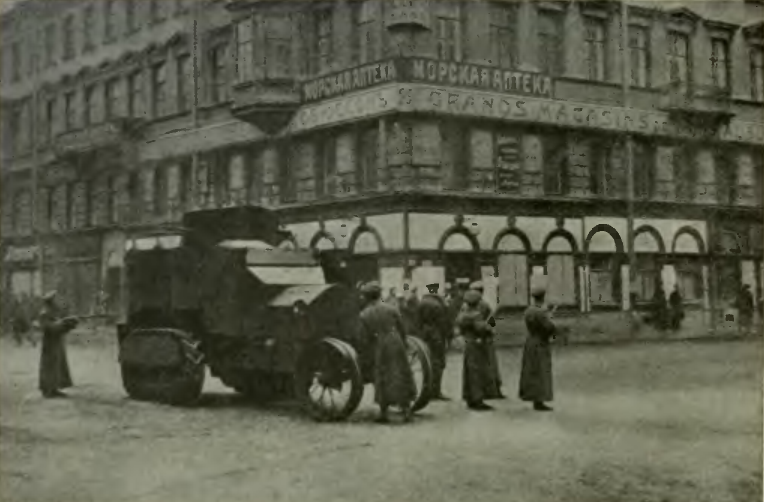
Tropes favorables als bolxevics a Petrograd durant la Revolució d'Octubre. Els menxevics es van oposar a la presa de poder per part dels bolxevics, tot i que van participar en les infructuoses negociacions amb aquests per formar un govern de coalició, entre els diferents grups socialistes, que van tenir lloc poc després.

La feblesa i les divisions internes menxevics es van reflectir al Segon Congrés dels Soviets: dels més de sis-cents delegats reunits, els menxevics comptaven amb la menor delegació dels tres principals agrupacions socialistes: tot just vuitanta-tres delegats enfront dels més de tres-cents bolxevics i gairebé dos-cents socialrevolucionaris. A més, la delegació es trobava dividida entre defensistes (cinquanta delegats) i internacionalistes (trenta-tres). Finalment, les mocions del congrés es van aprovar, un cop menxevics i socialrevolucioanris es van haver retirat.
Els diferents corrents menxevics es van unir en el seu rebuig a la presa de poder pels bolxevics, realitzada amb escassa oposició a la capital.Les mocions aprovades en els dies del cop bolxevic, però, reflectien la diferència de les faccions i el control intermitent, d'una i altra, del comitè central: el 6 de novembre [C.J. 24 d'octubre] de 1917, gairebé va aprovar una moció de censura contra Kérenski; l'endemà, va proclamar un suport decidit al govern deposat; el dia següent, va fer una crida per a esclafar el cop; dos dies més tard, per contra, advocava per negociar amb els bolxevics; el 13 de novembre [C.J. 31 d'octubre] de 1917, es mostrava favorable a un govern socialista de coalició que inclogués la formació de Lenin i, el 17 de novembre [C.J. 4 de novembre] de 1917, presentava un ultimàtum per intentar obligar el Sovnarkom a posar fi a la persecució política desfermada després del cop.
Poc després del cop (14 de novembre [C.J. 1 de novembre] de 1917), Màrtov i el seu corrent internacionalista tornaren a prendre el control del partit, amb el suport de Dan, i convencé la resta del partit per a participar en les negociacions amb els bolxevics per formar un govern socialista de coalició. La seva majoria, no obstant això, era precària. Els defensistes, però, van criticar amb duresa les converses amb els bolxevics que van portar a nous enfrontaments entre el corrent internacionalista, que controlava ja el comitè central, i l'oposició defensista. Per debatre la qüestió de les negociacions, els menxevics van convocar una conferència del partit per al 16 de novembre [C.J. 3 de novembre] de 1917. Aquesta va tenir lloc en un moment de tensió extrema entre ambdós corrents menxevics, i va mostrar la disposició dels internacionalistes a negociar amb els bolxevics, per raons pragmàtiques, i el rebuig radical al tracte amb el nou govern dels defensistes. Tot i que la conferència va acabar amb una feble crítica al comitè central i la seva disposició a pactar amb els bolxevics, no es va aprovar una estratègia alternativa. Malgrat els esforços de Màrtov i Dan per arribar a un acord, les mesures repressives de govern, que tenien el suport de Lenin (si bé foren criticades pels bolxevics més moderats, com ara Kàmenev), complicaven les converses i restaven suports als partidaris de negociar. Els bolxevics moderats opinaven que la repressió governamental impedia la formació d'un govern socialista de coalició, que era l'única alternativa a un govern basat en el terror, i varen dimitir del Sovnarkom. De la seva banda, menxevics i socialrevolucionaris van exigir l'absència de Lenin i Trotski del nou govern de coalició i la condemna de la presa de poder al novembre, cosa que va complicar el pacte.
Les converses fracassaren pel rebuig de Lenin i els seus partidaris a l'exigència dels menxevics d'aturar la repressió política; els menxevics van passar a augurar una curta vida al govern de Lenin, convençuts de la inoportunitat de la seva presa de poder, i en considerar que es mantenia en ell gràcies al terror. Sota la direcció de Màrtov, el partit es va convertir en una oposició crítica amb algunes mesures de govern. En el congrés extraordinari celebrat entre la Revolució d'Octubre i la reunió de l'Assemblea Constituent Russa en la qual la postura de Màrtov havia sortit vencedora, el partit va aprovar de defensar la formació d'un nou govern de coalició dels partits socialistes, incloent-hi els bolxevics, que sorgís de l'assemblea constituent, la qual cosa el convertia en un objectiu a llarg termini, donada l'oposició de la direcció bolxevic a acceptar la preeminència de l'assemblea. Es va aprovar també la permanència del partit en els consells, però no en els seus òrgans directius controlats pels bolxevics. Va quedar prohibida la participació en els comitès militars revolucionaris (sota control bolxevic) o en els comitès de defensa de l'assemblea constituent (de l'oposició).
Màrtov s'oposà igualment a l'ingrés al partit al Comitè Executiu Central Panrús (VTsIK) després de la coalició de bolxevics i socialrevolucionaris d'esquerra mentre aquest organisme no declarés la seva disposició a transferir el poder a l'assemblea constituent. La proposta hagués deixat als bolxevics amb la meitat dels llocs del VTsIK, mentre la resta de partits s'hagués repartit l'altra meitat. Davant la possibilitat, cada cop més clara, que el Sovnarkom no cedís el poder a l'assemblea constituent -en la qual els bolxevics quedarien en minoria- sinó que la suprimís, Màrtov es va negar a participar en una institució que podia servir per a justificar la dissolució de l'assemblea. Els defensistes es van mostrar clars en la seva negativa a ingressar al VTsIK, però els internacionalistes es van mostrar dividits i alguns d'ells van decidir de participar-hi a títol individual, amb l'esperança, que Màrtov no compartia, d'afavorir els moderats i els socialrevolucionaris d'esquerra i derrotar els partidaris de Lenin.
El partit va arribar extremadament debilitat al congrés extraordinari que va començar a la capital el 13 de desembre [C.J. 30 de novembre] de 1917, tant per la pèrdua de suport obrer com per les dissensions entre faccions, que amenaçaven de fracturar-lo. Els afiliats havien crescut lleugerament entre el congrés d'agost i el de desembre, però la formació havia perdut el suport dels votants. En un cinquè, els districtes electorals, internacionalistes i defensistes van presentar llistes separades, i aquests últims comptaven ja amb la seva organització local exclusiva a Petrograd o Khàrkiv. 

## La guerra civil

### Període de boicot de les institucions
Després de la supressió pels bolxevics de l'Assemblea Constituent al gener de 1918, els bolxevics van seguir permetent l'oposició dels altres partits socialistes en els soviets. La dissolució fou condemnada pels menxevics. Denunciaren també el terror i la fi de la llibertat de premsa. L'1 de desembre del 1917, el govern havia clausurat el seu principal diari.

### Victòries electorals a la primavera de 1918 i pressió sobre el govern
Els menxevics decidiren, al març, d'acabar amb el seu anterior allunyament del Comitè Executiu Central Panrús (VTsIK), així com tractar d'aconseguir majories en els soviets, perdudes a l'octubre de l'any anterior, per reunir novament l'Assemblea constituent i forçar així legalment la renúncia de govern de Lenin. L'atur, l'agudització de la penúria alimentària i la pèrdua de suports van produir les victòries electorals de l'oposició al govern. La conversió de comitès fabrils i sindicats en organismes estatals i la impossibilitat d'utilitzar-los com vies de protesta, van portar els obrers a cercar organitzacions alternatives per canalitzar el seu descontentament per la situació; la dedicació dels menxevics a facilitar la formació d'aquestes associacions, alternatives a les anteriors, va fer que augmentés el suport obrer a el partit. Menxevics i socialrevolucionaris dirigien el moviment d'organitzacions obreres alternatives (assemblees de delegats plenipotenciaris, upolnomótxennie) que sorgiren durant la primavera. En aquest període i fins al juny, els menxevics van forjar una aliança estreta amb els socialrevolucionaris -tot i mantenir algunes diferències- que els va portar fins i tot a presentar llistes conjuntes a les eleccions als soviets, publicar diaris junts o formar una oposició unida enfront dels bolxevics.

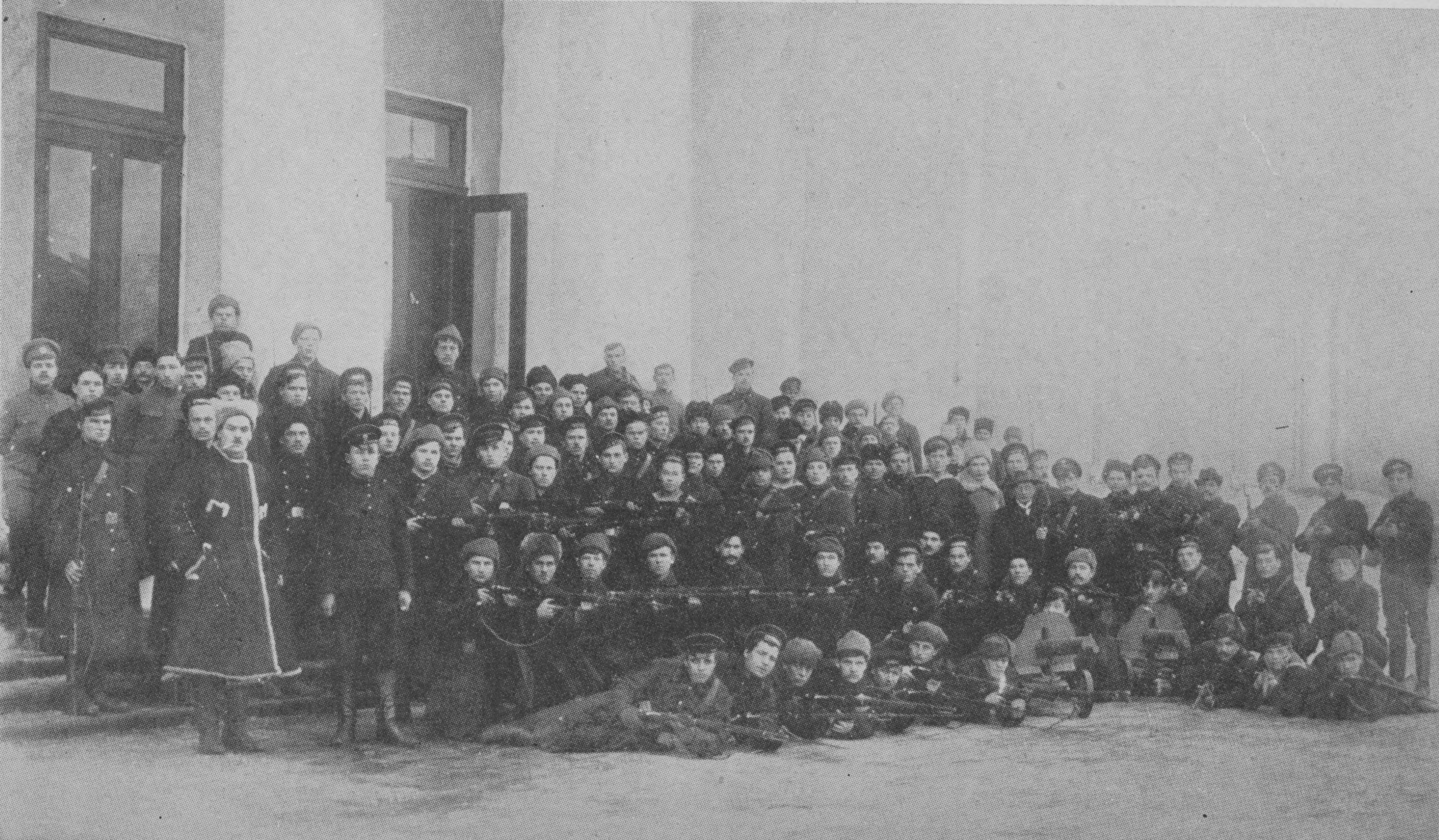
Mariners que van dissoldre l'Assemblea Constituent Russa a principis del 1918. Els menxevics van defensar primer l'autoritat de l'Assemblea davant el Sovnarkom i, després de la seva dissolució per la força, la seva restauració fins a finals de 1918, quan van abandonar aquesta exigència davant la radicalització de la guerra civil, que els va fer acostar-se als bolxevics per tractar d'evitar una contrarevolució.

Durant la primavera, el bloc menxevic-socialrevolucionari vencé en dinou de les trenta capitals de província de la Rússia europea. En totes les regions de país les eleccions mostraren el ressorgiment de tots dos partits. Aquests èxits van portar a la reacció del govern, que dissolgué diversos dels soviets, la qual cosa, al seu torn, va portar l'oposició a redoblar els seus esforços d'organització entre els treballadors, a xocs entre aquests i el govern i a la implantació de la llei marcial en algunes ciutats. Els menxevics, com els socialrevolucionaris d'esquerra (socis de govern dels bolxevics), condemnaven la dissolució dels soviets, s'havien oposat a la signatura de la pau de Brest-Litovsk i a la formació de bandes de requisa de gra al camp. En els debats sobre indústria, transport, finances i política agrària de finals de maig que finalment van aprovar les mocions bolxevics, els menxevics es van mostrar contraris a donar poders il·limitats als comissaris governamentals -que incloïen la capacitat de dissoldre soviets com ja venia ocorrent durant la primavera-, favorables al control de l'economia però no pel partit bolxevic, sinó per la unió de govern, treballadors i industrials; contraris al fet que els sindicats es convertissin en agents de l'Estat; favorables a la regulació de la indústria, però oposats al fet que aquesta portés al centralisme i la burocratització; favorables a la privatització parcial de la banca per estimular l'economia; oposats a les requises agràries forçoses i defensors de la necessitat que el Govern justifiqués obligatòriament els seus comptes.
En la seva crida a oposar-se al tractat amb les Potències Centrals, Màrtov havia denunciat que no es coneguessin els termes del pacte i les mesures de Govern, que havien portat a la indefensió militar i havia exigit, en va, la restauració de l'Assemblea constituent, però la seva postura, contrària al tractat, havia aconseguit, amb prou feines, 276 vots, enfront dels 724 favorables i 118 abstencions. Havia estat precisament el tractat de pau amb els imperis el que havia endurit la posició menxevic, havia posat fi a la seva absència de les institucions i havia conduït als intents de disputar als bolxevics el control dels soviets, sindicats, comitès fabrils... Els menxevics van tractar, al mateix temps, de formar associacions obreres lliures del control del govern.
La seva tornada al VTsIK es va produir, però, amb quatre delegats, una quantitat que no reflectia la força del partit en els soviets, i era menor que la que ofereien els bolxevics al desembre de 1917. Els menxevics havien d'esperar al següent congrés per tractar d'augmentar la seva delegació, fet que els bolxevics admeteren per intentar guanyar legitimitat després de la dissolució de l'Assemblea constituent.
A mitjans de maig, va tenir lloc una onada de protestes obreres a Petrograd que els bolxevics van reprimir. Per a aquests, aquestes accions eren provocacions dels menxevics i reforçaren el seu convenciment de la necessitat d'eliminar els agitadors menxevics i socialrevolucionaris. El descontentament no només va arribar als obrers de l'antiga capital, militarment poc perillosos per la seva falta d'armes, sinó també a les unitats militars de la zona, inclosa la flota, fet que posava en perill el seu ús, per part del govern, per dissoldre les protestes obreres. A la base naval de Kronstadt, antic centre filobolxevic, les eleccions al soviet van reduir el nombre de delegats bolxevics de 131 a 53.
A finals de maig, però, temorosos que les protestes degeneressin en una revolta que esclafés la Txekà o que, en arrabassar el poder per la força als bolxevics, això només servís per facilitar el sorgiment d'un govern reaccionari, els menxevics van desconvocar les protestes, tot i no haver aconseguit concessions dels bolxevics o l'enderrocament pacífic d'aquests per la pressió popular. Cada vegada més, els bolxevics veien els menxevics com a crítics del seu govern que havien d'eliminar de les institucions, ja que posaven en perill, amb les seves denúncies i oposició, la imatge del seu propi partit com a representant legítim dels treballadors. Es va identificar la permanència del Partit Bolxevic al poder amb el manteniment de la dictadura del proletariat, la qual cosa va fer inevitable l'atac a l'oposició política, que podia posar-la en risc.
Per tal d'aclarir la postura del partit en diversos assumptes (conveniència o no de continuar l'oposició legal als bolxevics en els soviets, suport a les insurreccions armades contra el govern, posició enfront de la intervenció armada estrangera) el comitè central va convocar una conferència nacional del partit el 20 de maig a la capital. La conferència va aconseguir mantenir la unitat entre internacionalistes i defensistes, però no eliminar les greus tensions entre ells. Tot i el desig dels defensistes d'abandonar els soviets, la moció en aquest sentit va ser rebutjada pels delegats que, tanmateix, van aprovar una moció en què se'ls criticava amb duresa com a organismes burocràtics en mans dels bolxevics. Novament, el partit es va mostrar dividit entre aquells més interessats a participar en la política nacional a través dels soviets i els que defensaven amb més insistència la necessitat de restaurar les dumes locals i l'Assemblea constituent. Sobre la conveniència de possibles pactes amb kadets o altres forces burgeses i amb els Aliats, les faccions es van mostrar un cop més dividides entre internacionalistes -oposats- i defensistes -fonamentalment favorables-. Finalment, la conferència va aprovar les mocions internacionalistes en aquests dos assumptes.
A principis de juny, l'oposició formada per menxevics i socialrevolucionaris es trobava molt enfortida en els soviets, sindicats i altres organitzacions i semblava comptar amb possibilitats notables d'aconseguir una majoria al proper V Congrés dels soviets.

### Expulsió del Comitè Executiu Central i repressió

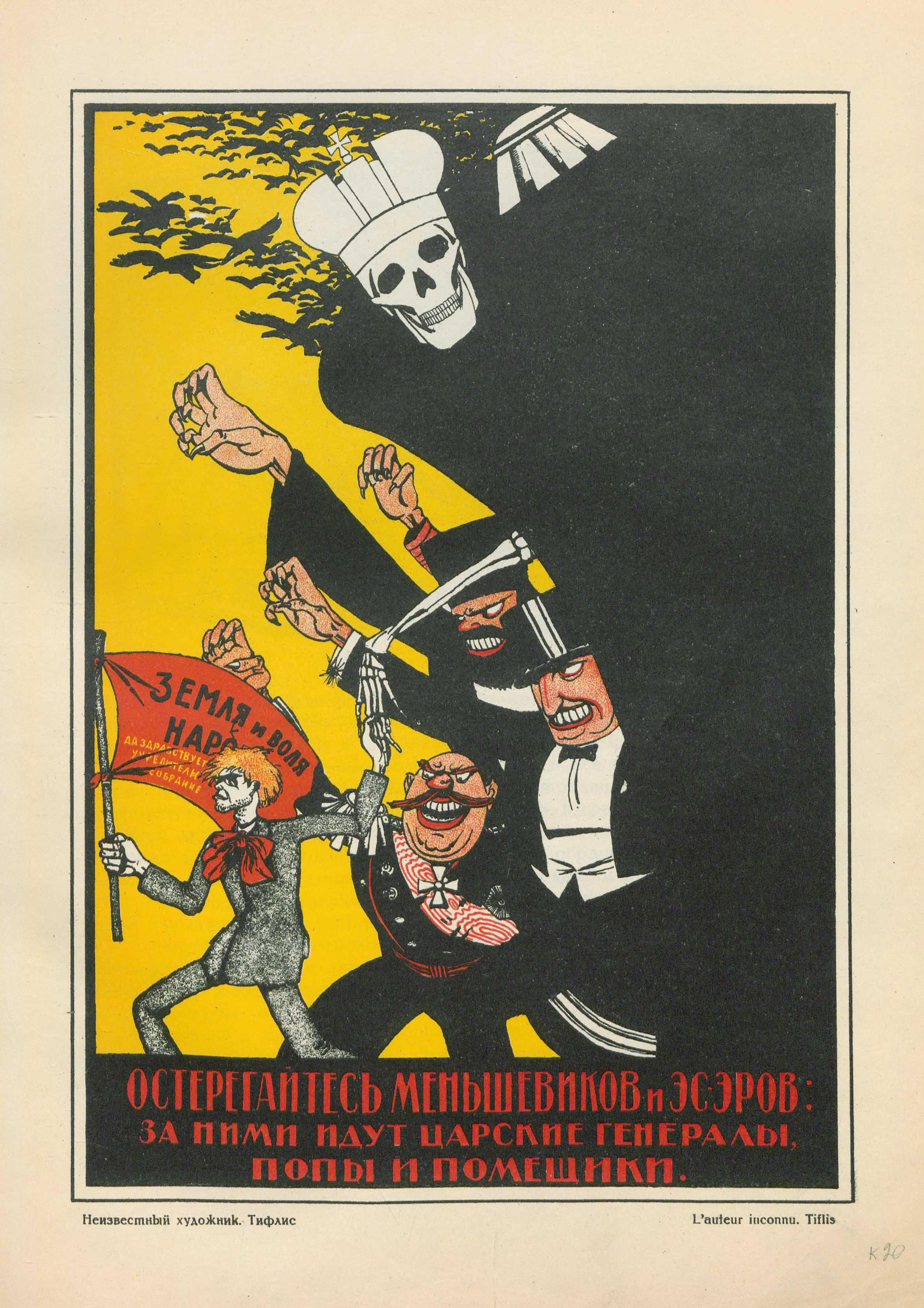
Póster on es pot llegir: "Compte amb els menxevics i els esseristes. Els segueixen generals tsaristes, sacerdots i terratinents"

A l'estiu, es va produir una situació caòtica de repressió de l'oposició, amb una sèrie de detencions, afusellaments, vagues i manifestacions entremesclades. Al començament de l'estiu, els menxevics i els socialrevolucionaris ja havien estat expulsats de diversos soviets provincials. El creixement de l'oposició, les diferències, cada cop més grans, entre bolxevics i socialrevolucionaris d'esquerra i la intenció dels primers de fer-se amb la majoria dels delegats per al proper V Congrés dels soviets dugueren a aquests a expulsar els menxevics del VTsIK el 14. Pocs dies abans de la seva expulsió, Fiódor Dan s'havia oposat a la formació dels «Comitès de camperols pobres» que havien d'encarregar de facilitar la col·lecta de gra al camp, en augurar que causaria un bany de sang pels enfrontaments entre pagesos. Va acusar també els bolxevics d'utilitzar-los per dissoldre els soviets camperols, en els quals anaven perdent la majoria. La proximitat cada vegada més gran entre socialrevolucionaris d'esquerra i menxevics indicava la possible formació d'una oposició comuna, que els bolxevics desitjaven evitar.
Després de llargues discussions internes entre els dirigents bolxevics, durant la sessió del VTsIK del 14 de juny, que va començar a les deu de la nit, es va anunciar l'expulsió de menxevics i socialrevolucionaris d'aquest, es refrendaven les ja realitzades a les ciutats però no s'exigia, sinó que només s'aconsellava, la seva expulsió dels altres soviets. A moltes de les ciutats on els menxevics havien obtingut la majoria en les eleccions als soviets, la notícia de l'expulsió va portar a la radicalització dels treballadors i a l'extensió de les vagues de protesta per la mesura. El govern va reaccionar imposant la llei marcial, augmentant les detencions i afusellant certs treballadors. Els intents de protestar mitjançant una vaga general al començament de juliol es va enfrontar a la repressió redoblada de la Txekà i a la gran penúria general, que va reduir el nombre d'obrers a Petrograd de 365.000 al gener a 118.000 octubre. Per tot això la vaga va esdevenir ineficaç. LaLa base social que donava suport als menxevics va anar desapareixent amb la crisi durant l'estiu, mentre la repressió creixia. L'expulsió dels menxevics del VTsIK, la manipulació de les votacions per al congrés en Petrograd i les detencions de les assemblees obreres van ser les primeres mesures contra l'oposició, que al juliol van incloure la dissolució dels soviets controlats per aquesta -substituïts per comitès executius bolxevics o destacaments de la Txekà, l'abolició dels soviets de camperols, reemplaçats pels «comitès de camperols pobres», l'expulsió de l'oposició de les institucions i altres organitzacions, la prohibició de les vagues o la clausura de la premsa opositora.. Una part dels dirigents opositors va ser arrestada i alguns d'ells foren executats.
Després d'una prohibició temporal al juliol, tota la premsa no bolxevic va quedar prohibida definitivament a l'agost, a excepció d'un grapat de publicacions, una d'elles menxevic. També durant l'estiu, des de mitjans de juny, menxevics i socialrevolucionaris van posar fi a la seva anterior aliança. Mentre els primers tractaven de mantenir-se neutrals en la guerra civil, els segons s'oposaven per la força al govern de Lenin. Discrepaven més sobre l'actitud davant la intervenció estrangera, la conveniència de cooperar amb els kadets, el paper dels soviets o les activitats clandestines que havien de realitzar-se. El comitè central va decidir no donar suport als alçaments de Iaroslavl i Ijevsk de juliol i agost i va expulsar els dirigents locals que els havien donat suport.
El 14 d'agost, un destacament de guardies rojos es va presentar a les oficines del comitè central, i va confiscar tot el material i els arxius del partit. En aquell moment, diversos dels seus membres havien estat detinguts i Màrtov i Dan es trobaven amagats. A mitjan la tardor, va arribar l'apogeu de la repressió dels menxevics, que van haver de passar a la clandestinitat, perseguits per la Txekà. El partit no es va prohibir oficialment, però la Txekà n'impedia el funcionament. A finals d'any, la repressió es va suavitzar, però el partit va quedar en una situació de semilegalitat. Al desembre, els menxevics es van separar dels seus correligionaris georgians. Van condemnar el seu separatisme i la seva crida als Aliats. Únicament a la República Democràtica de Geòrgia el menxevisme havia aconseguit ampli suport entre la intel·lectualitat, els obrers i els camperols, i va governar el país independent entre 1918 i 1921.
Mentrestant, les divisions entre els diferents corrents s'havien exacerbat amb el sorgiment del Komutx i, més tard, del Directori d'Omsk. Amb el primer el comitè central menxevic va mantenir relacions complicades tot i donar-li suport teòricament com a hereu de l'Assemblea Constituent. Els menxevics, actius en els soviets i en les organitzacions obreres, s'oposaven en general a la recrudescència de la guerra civil i al terror desfermat en nom del Komutx, sovint per bandes contrarevolucionàries suposadament sotmeses a la seva autoritat. Els menxevics temien més que el Komutx servís a les forces contrarevolucionàries com a mera façana democràtica per derrotar els bolxevics, per després acabar també amb la resta de socialistes i implantar un sistema monàrquic. L'allunyament del segon de la legislació aprovada a correcuita en l'única sessió de l'assemblea i la seva composició van fer que el comitè central el rebutgés, al contrari que l'organització regional menxevic, que li va oferir el seu suport, per a disgust del comitè central. El cop de Koltxak que va acabar amb el Directori, semblava confirmar els temors de contrarevolució dels menxevics i justificava el fet de no oposar-se activament al govern de Moscou. El sorgiment de Denikin i Koltxak va confirmar els temors de Màrtov que els alçaments afavorits per la revolta de la Legió txecoslovaca i la intervenció de l'Entente durien a la reacció.
A finals d'agost, el comitè central, controlat per Màrtov, havia perdut el control del partit, tant per la repressió contra el partit com per la dificultat de comunicació amb les províncies per causa de la guerra. El partit va començar a disgregar-se en les seves agrupacions regionals, que sovint sostenien postures contràries a les del comitè central.
La intensificació de la guerra civil i la intervenció aliada a la Guerra Civil Russa van portar els menxevics a apropar-se als bolxevics com a representants de la classe obrera enfront de la contrarevolució alhora que tractaven de corregir el que consideraven els seus defectes. La derrota a la guerra civil dels bolxevics no semblava augurar un traspàs de poder als socialistes o a una coalició social-liberal, sinó a la reacció militar de Koltxak. L'esclat de la Revolució de Novembre a Alemanya els va fer pensar que la revolució mundial passaria a estar centrada en aquest país i que això influiria positivament en els bolxevics. El seu començament, però, va accentuar l'apropament d'una part del partit als bolxevics i la pèrdua d'afiliats a favor d'aquests. El fracàs de la revolució alemanya va reforçar el viratge a l'esquerra dels menxevics.
Al setembre i octubre de 1918, el comitè central va tractar de trencar amb el corrent defensista del partit, molt afeblit després que Denikin i Koltxak s'oposessin a formar una aliança antibolxevic com pretenia aquell. A la conferència del partit al desembre, la majoria va donar suport a Màrtov i Dan, va condemnar les accions de l'agrupació del Volga-Urals i d'altres agrupacions locals que havien infringit les directives del comitè central. Part de la fracció defensista va abandonar llavors el partit i formà una agrupació clandestina que sobrevisqué fins al 1921. La conferència va aprovar una nova posició, en la qual el partit acceptava el sistema polític basat en els soviets, abandonava l'exigència de restaurar l'Assemblea Constituent i condemnava els governs antibolxevics que tenien el suport de forces estrangeres; els menxevics es convertien en una oposició legal als bolxevics en el sistema soviètic que aquests controlaven, tot i les escasses esperances de tolerància. La conferència va condemnar amb més duresa que abans la intervenció militar estrangera, que ja no donava suport als social-revolucionaris, sinó als exèrcits «blancs», però es va oposar a la incorporació forçosa a l'Estat dels territoris que s'havien independitzat durant la guerra civil.
Cada vegada més propers als bolxevics, van acceptar la Revolució d'Octubre en la seva conferència del partit de març de 1920 i van rebutjar la resurrecció de la Segona Internacional, tot i que es van negar a ingressar a la Tercera, i s'adheriren, al febrer de 1921, a la Segona Internacional i Mitja que, mancada de suports, es dissolgué dos anys més tard. El perill que les forces contrarevolucionàries vencessin en la guerra civil a l'estiu de 1919, va fer que els bolxevics restauressin algunes de les característiques del model soviètic original per guanyar-se el suport de menxevics i socialrevolucionaris, cosa que van obtenir. Després de la derrota de Koltxak, en la qual van tenir un paper destacat, van tornar a patir la repressió bolxevic. Tot i que el partit no va ser prohibit oficialment i podia teòricament presentar-se a les eleccions dels soviets, la Txekà arrestava els seus candidats.
El seu programa econòmic, oposat al «comunisme de guerra» que lliurava el control de l'economia al govern, va ser adoptat al final de la guerra civil. Alhora el partit era desmantellat: centenars de membres, incloent el comitè central, van ser detinguts. Després d'una vaga de fam al començament de 1922, el govern soviètic va permetre a deu destacats dirigents (entre ells a Dan) d'emigrar. Molts altres, desmoralitzats, van oferir els seus serveis al governi alguns van assolir alts càrrecs a l'Estat, com ara Gueorgui Txitxerin (comissari del poble d'Exteriors) o Andrei Vixinski (fiscal general i més tard comissari del poble d'Exteriors).
Tot i que alguns grupuscles van seguir existint fins a començaments de la dècada de 1930 a l'URSS, des de 1922 el menxevisme va deixar de ser una organització de masses, I deixà de presentar-se a las eleccions a causa dels arrestos. Els dirigents que van romandre a la Unió Soviètica van ser executats després dels judicis de 1930 i 1931 o immediatament després de la invasió alemanya de 1941.

## L'exili
El partit menxevic fou prohibit després de la rebel·lió de Kronstadt a principis de 1921; havia tingut un paper destacat en les protestes de Petrograd que van tenir lloc immediatament abans de la revolta de la base naval. La probabilitat que els menxevics aprovessin la Nova Política Econòmica de Lenin que s'acabava de votar al X Congrés del Partit Comunista i que la utilitzessin com a justificació del seu rebuig a la Revolució d'Octubre —la situació a Rússia impedia el pas al socialisme i obligava als bolxevics a permetre un cert capitalisme- suposava un perill per al prestigi governamental.
Alguns dels seus membres van emigrar i van col·laborar en la publicació del diari Sotsialistítxeski Véstnik, rus: Социалистический вестник ("El butlletí socialista"), fundat per Màrtov. Al principi, la majoria dels emigrats es van concentrar a Berlín. Després de l'arribada al poder de Hitler, es traslladaren a París i, al començament de la dècada del 1940, als Estats Units. El diari menxevic va deixar de publicar-se el 1965.